# ويليام إف. بيكر
ويليام فريزر بيكر (بالإنجليزية: William Frazier Baker)‏ هو مهندس ومهندس معماري ومهندس مدني أمريكي، ولد في 9 أكتوبر 1953 في فولتون في الولايات المتحدة.